# Philodromus humilis
Philodromus humilis es una especie de araña cangrejo del género Philodromus, familia Philodromidae. Fue descrita científicamente por Kroneberg en 1875.

## Distribución
Esta especie se encuentra en Tayikistán.